# Coupe d'Europe des vainqueurs de coupe de football 1978-1979
Navigation
Coupe des coupes 1977-1978 Coupe des coupes 1979-1980
La Coupe d'Europe des vainqueurs de coupe 1978-1979 est remportée par le FC Barcelone qui bat le club ouest-allemand du Fortuna Düsseldorf en finale au Stade Saint-Jacques de Bâle. C'est le premier succès en Coupe des Coupes pour le club (après trois victoires en Coupe des villes de foires) et sa septième finale de Coupe d'Europe. Quant au Fortuna Düsseldorf, il s'agit de son meilleur résultat du club en Coupe d'Europe à ce jour.
C'est l'attaquant italien Alessandro Altobelli de l'Inter Milan qui termine meilleur buteur de l'épreuve avec sept réalisations.
Il n'y a ni club finlandais, ni club turc engagé en Coupe des Coupes lors de cette édition. Pour la Finlande, le Haka Valkeakoski ayant réalisé le doublé Coupe-championnat, c'est le finaliste de la Coupe de Finlande, le club de SePS Seinäjoki qui aurait dû se qualifier pour la Coupe des Coupes. Mais le club a fait faillite avant son entrée en compétition européenne et n'est pas remplacé en Coupe des Coupes. En ce qui concerne la Turquie, Trabzonspor, vainqueur de la Coupe de Turquie, aurait dû participer à la compétition, mais est suspendu de toute compétition européenne pour une saison à la suite des événements survenus face au B 1903 Copenhague lors de l'édition précédente de la Coupe des clubs champions. Le tenant du titre, le RSC Anderlecht, est donc exempté de premier tour.
Le triple finaliste se fait éliminer dès son entrée en lice, en huitièmes de finale, par le futur vainqueur, le FC Barcelone dans des conditions rocambolesques : vainqueur du match aller assez largement (3-0) à Bruxelles, les Mauves perdent le retour au Camp Nou sur le même score puis s'inclinent lors de la séance des tirs au but (4-1).

## Seizièmes de finale
| Équipe 1              | Résultat | Équipe 2                    | Aller | Retour |
| --------------------- | -------- | --------------------------- | ----- | ------ |
| AZ Alkmaar            | 0 - 2    | Ipswich Town                | 0 - 0 | 0 - 2  |
| Zagłębie Sosnowiec    | 3 - 4    | FC Wacker Innsbruck         | 2 - 3 | 1 - 1  |
| FC Barcelone          | 4 - 1    | Chakhtar Donetsk            | 3 - 0 | 1 - 1  |
| Floriana FC           | 1 - 8    | Inter Milan                 | 1 - 3 | 0 - 5  |
| FK Bodø/Glimt         | 4 - 2    | Union Luxembourg            | 4 - 1 | 0 - 1  |
| NK Rijeka             | 3 - 2    | Wrexham AFC                 | 3 - 0 | 0 - 2  |
| KSK Beveren           | 6 - 0    | Ballymena United            | 3 - 0 | 3 - 0  |
| Universitatea Craiova | 4 - 5    | Fortuna Düsseldorf          | 3 - 4 | 1 - 1  |
| Marek Stanke Dimitrov | 3 - 5    | Aberdeen FC                 | 3 - 2 | 0 - 3  |
| PAOK Salonique        | 2 - 4    | Servette FC                 | 2 - 0 | 0 - 4  |
| BK Frem Copenhague    | 2 - 4    | AS Nancy-Lorraine           | 2 - 0 | 0 - 4  |
| Valur Reykjavik       | 1 - 5    | 1. FC Magdebourg            | 1 - 1 | 0 - 4  |
| Ferencváros TC        | 4 - 2    | Kalmar FF                   | 2 - 0 | 2 - 2  |
| Sporting Portugal     | 0 - 2    | TJ Baník OKD Ostrava        | 0 - 1 | 0 - 1  |
| APOEL Nicosie         | 0 - 3    | Shamrock Rovers             | 0 - 2 | 0 - 1  |
| RSC Anderlecht        | exempté  | en tant que tenant du titre | -     | -      |

## Huitièmes de finale
| Équipe 1             | Résultat | Équipe 2            | Aller | Retour           |
| -------------------- | -------- | ------------------- | ----- | ---------------- |
| Ipswich Town         | 2 - 1    | FC Wacker Innsbruck | 1 - 0 | 1 - 1 a.p.       |
| RSC Anderlecht       | 3 - 3    | FC Barcelone        | 3 - 0 | 0 - 3 ap 1-4 tab |
| Inter Milan          | 7 - 1    | FK Bodø/Glimt       | 5 - 0 | 2 - 1            |
| HNK Rijeka           | 0 - 2    | KSK Beveren         | 0 - 0 | 0 - 2            |
| Fortuna Düsseldorf   | 3 - 2    | Aberdeen FC         | 3 - 0 | 0 - 2            |
| Servette FC          | 4 - 3    | AS Nancy-Lorraine   | 2 - 1 | 2 - 2            |
| 1. FC Magdebourg     | 2 - 2    | Ferencváros TC      | 1 - 0 | e1 - 2           |
| TJ Baník OKD Ostrava | 6 - 1    | Shamrock Rovers     | 3 - 0 | 3 - 1            |

## Quarts de finale
| Équipe 1           | Résultat | Équipe 2             | Aller  | Retour |
| ------------------ | -------- | -------------------- | ------ | ------ |
| Ipswich Town       | 2 - 2    | FC Barcelone         | 2 - 1e | 0 - 1  |
| Inter Milan        | 0 - 1    | KSK Beveren          | 0 - 0  | 0 - 1  |
| Fortuna Düsseldorf | 1 - 1    | Servette FC          | 0 - 0  | e1 - 1 |
| 1. FC Magdebourg   | 4 - 5    | TJ Baník OKD Ostrava | 2 - 1  | 2 - 4  |

## Demi-finales
| Équipe 1           | Résultat | Équipe 2             | Aller | Retour |
| ------------------ | -------- | -------------------- | ----- | ------ |
| FC Barcelone       | 2 - 0    | KSK Beveren          | 1 - 0 | 1 - 0  |
| Fortuna Düsseldorf | 4 - 3    | TJ Baník OKD Ostrava | 3 - 1 | 1 - 2  |

## Finale
| Équipe 1     | Résultat | Équipe 2           |
| ------------ | -------- | ------------------ |
| FC Barcelone | 4 - 3 ap | Fortuna Düsseldorf |